# Sh2-119
Sh2-119 est une nébuleuse en émission visible dans la constellation du Cygne.
Elle est située à environ 2 degrés à l'ouest de la nébuleuse de l'Amérique du Nord, ou à 9 degrés à l'ouest de l'étoile brillante Deneb. Elle semble envelopper l'étoile 68 Cygni, de magnitude 5. Elle peut être observée avec un télescope amateur de puissance moyenne et se montre très bien sur les photographies à longue exposition. 
Sa forme ressemble à deux coquillages disposés à l'est et à l'ouest de 68 Cygni. La partie orientale est la plus étendue. Dans la partie sud, de minces filaments et des cocons de nébulosités sombres sont visibles, contrastant fortement à la fois avec la lueur de la nébuleuse et avec le riche champ d'étoiles de fond. La distance de Sh2-119 est estimée à ∼ 2 200 a.l. (∼ 675 pc) de nous.